# رووسویل
رووسویل(به انگلیسی: Rowesville) شهری در ایالت کارولینای جنوبی کشور ایالات متحده آمریکا است که جمعیت آن در سرشماری سال ۲۰۱۰ میلادی، ۳۰۴ نفر بوده‌است.